# صلاح زواوی

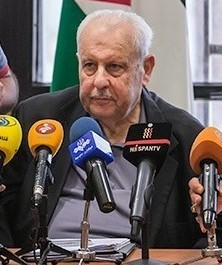

صلاح زواوی (زادهٔ ۱۹۳۷ – درگذشتهٔ ٢٠ فوریهٔ ٢٠٢٣)(۸۶ سال) متولد فلسطین و سفیر دولت فلسطین در ایران بود. وی دومین سفیر فلسطین در ایران پس از هانی الحسن بود و از اسفند ۱۳۵۹ تا ۱۴۰۰ (۱۹۸۱ تا ۲۰۲۲ میلادی) عهده‌دار این سمت بود. وی از اعضای مؤسس جنبش فتح و سفیر پیشین فلسطین در کشورهای الجزایر، برزیل و کنیا می‌باشد. زواوی پس از درگذشت همسرش دلال الاعرج، وی را در بهشت زهرای تهران دفن کرد. به دلیل حضور طولانی مدت در سمت سفیری در ایران، به وی لقب مقدم السفرا را داده‌اند. صلاح الزواوی در روز پنجشنبه ۱۶ دی ۱۴۰۰ در پایان مأموریت خود در ایران، با حسین امیرعبداللهیان وزیر امور خارجه دیدار کرد. سلام الزواوی، سفیر جدید فلسطین در ایران شنبه شب ۱۸ دی ۱۴۰۰ در برابر محمود عباس، رئیس تشکیلات خودگردان فلسطین سوگند یاد کرد و به عنوان سفیر جدید فلسطین در ایران شروع به فعالیت کرد. این مراسم در مقر اقامت محمود عباس در امان پایتخت اردن برگزار شد. سلام زواوی دختر صلاح زواوی است. الزواوی در سال ۱۹۳۷ در شهر صفد منطقه الجلیل، به دنیا آمد. پس از سال ۱۹۴۸، خانواده سلام به سوریه نقل مکان و در شهر حلب اقامت کردند. پس از آن بود که پدر سلام، سمت سفیر سازمان آزادیبخش فلسطین در الجزایر، برزیل و سپس کنیا را به عهده گرفت و به باسابقه‌ترین دیپلمات فلسطینی در سمت خود تبدیل شد. سلام حدود ۱۸ سال است که در تهران زندگی کرده و آگاهی او از مناسبات دیپلماتیک بین دو کشور را به همراه داشته است.